# 정정공
정정공(鄭 定公/貞靖公/丁靖公)은 시호의 하나이고 정나라 정공의 의미를 가지고 있기도 하다.

## 鄭 定公(정나라 왕)
• 정 정공

## 貞靖公

### 고려
- 류연(柳淵, 1328년 ~ 1376년)

### 조선
- 윤번(尹璠, 1384년 ~ 1448년)
- 이변(李邊, 1391년 ~ 1473년)
- 홍처량(洪處亮, 1607년 ~ 1683년)

## 丁靖公
- 김국광(金國光, 1415년 ~ 1480년)[1]